# Hermann Freyberg
Hermann Paul Freyberg (* 5. Juli 1898 in Bielen; † 1962) war ein deutscher Schriftsteller und Filmdirektor, der vor allem als Autor von Abenteuer- und Kriminalromanen populär wurde.

## Leben
Der Protestant Hermann Freyberg besuchte zunächst die Realschule in Nordhausen und anschließend die Oberrealschule und das Seminar in Eisleben. 1908 reiste er nach Lüderitzbucht in Deutsch-Südwestafrika. Später verfasste er über seine dortige Zeit einen angeblichen „Tatsachenbericht“, in dem er den ersten dortigen Fund eines Rohdiamanten schildert. In den Jahren von dem Zweiten Weltkrieg bis 1952 lebte Freyberg mit Unterbrechungen in West- und Zentralafrika als Großwildjäger, Diamantenprospektor, Forscher und Kulturfilmhersteller. Auf der Jagd spezialisierte er sich auf Elefanten und Büffel, die er im Besonderen in den damaligen Kolonien Belgisch- und Französisch-Kongo sowie Angola schoss. Er betrieb dabei auch Forschungen, so nach dem Okapi, den Wald- und Riesengorillas in Französisch-Äquatorialafrika, den Pygmäen, den Kung-Buschmännern in der Kalahari und den Maghena (Leopoarden-Männer im Hinterland von Gabun).
In den 1930er Jahren lebte Freyberg in Berlin in der Künstlerkolonie in Wilmersdorf, wo er als „Schriftsteller und Filmdirektor“ im Adressverzeichnis geführt wurde. 1934 führte er Regie bei dem Film Badinga – König der Gorillas. 1942 stand er im Mittelpunkt des NS-Dokumentarfilmes Mit Büchse und Lasso durch Afrika – Eine Jagdexpedition durch das Kongogebiet mit Afrikajäger Hermann Freyberg.
In den 1930er Jahren verfasste Freyberg Abenteuerromane, die vorrangig in Afrika spielten, aber auch zahlreiche sogenannte Groschenromane. Allgemein spielten die deutschen Heftromane damals in der Tradition von Sherlock Holmes in England, und die Detektive trugen englische Namen, weshalb viele von ihnen ab 1939 verboten wurden. Zudem stellte Werner Bökenkamp, ein Mitarbeiter des Amtes Rosenberg in einem Beitrag für die Zeitschrift „Bücherkunde“ missbilligend fest: „Während die Unterwelt längst ausgehoben und verbrannt wurde, lebt noch eine literarische Halbwelt, die in Millionen von Büchern, Romanen und Provinzblättern, in Groschenheften und Illustrierten ihr Unwesen treibt. (…) Hartnäckig widersetzt sich dieses geistige Unkraut den Anstrengungen, es aus dem Volksboden auszurotten.“ Da es aber eine Nachfrage nach spannender Literatur gab, schrieb das Werbe- und Beratungsamt für deutsches Schrifttum einen mit insgesamt 100.000 Mark dotierten Wettbewerb für deutsche Unterhaltungs- und Krimiliteratur aus. Freyberg belegte bei diesem Wettbewerb den mit 10.000 Mark dotierten zweiten Preis mit dem in Köln spielenden Krimi  … erscheint hinreichend verdächtig.
In einem weiteren Kriminalroman von Freyberg, Ein Toter bricht ein von 1943 wird ein Verbrecher zum Tode verurteilt. Sogar der Vater des Verurteilten, ein Imker, heißt das Urteil gut mit den Worten: „Es ist gut so! Für die Allgemeinheit und auch für ihn selbst. (…) Kraftlose Schädlinge wurden nicht geduldet im Bienenstaat. Sie wurden einfach ausgemerzt. Und so mußte es auch in einem gesunden Menschenstaat sein. Genau so. Wer sich nicht einfügen konnte oder wollte, der mußte ausgelöscht werden, auf daß das Ganze blühe und gedeihe.“
Vier Romane seines Freundes Axel Rudolph, der 1944 wegen Wehrkraftzersetzung und Feindbegünstigung zum Tode verurteilt und hingerichtet wurde, erschienen unter Freybergs Namen, da Rudolph 1939 aus der Reichsschrifttumskammer ausgeschlossen worden war.
Hermann Freyberg, der mit Irma, geb. Ortenstein verheiratet war, pflegte neben der Jagd das Klavierspiel und den Eiskunstlauf.

## Werke (Auswahl)
- Afrika ruft. Reisen im Lande der unbegrenzten Möglichkeiten. Drei Masken Verlag, Berlin 1933.
- Unter Elfenbein- und Sklavenjägern. Hrsg. v. Victor Witte, Drei Masken Verlag, Berlin 1936.
- Injuna, der Herr des Urwaldes. Mit Zeichnungen v. Karl Mühlmeister. Bertelsmann Gütersloh 1937.
- Die Flasche mit den Teufelssteinen. Ein Tatsachenbericht aus der Zeit der ersten Diamantenfunde in Deutsch-Südwestafrika.  Leipzig 1938.
- Verrat in der Wüste. Ein Erlebnis aus Deutsch-Südwestafrika. Mit Zeichnungen von Karl Mühlmeister, Bertelsmann, Gütersloh 1941.
- Kulis aus Ping-Hu. Steiniger, Berlin 1942.
- Drei Kreuze in Sibirien. Steiniger, Berlin 1942.
- Drei Groschen für mein Leben. Ein abenteuerlicher Roman aus den Ölfeldern Venezuelas. Verlag „Neues Werden“, Berlin 1947 (verfasst von Axel Rudolph).
- Maghena. Condorverlag, Berlin-Frohnau 1948.
- Menschen am Kongo. Reisen und Erlebnisse in Mittel- und Westafrika. Eilers, Bielefeld/Bremen 1950.
- Der Elefantengott. Fackelträger-Verlag 1951.
- Die letzte Heuer. Aufwärts-Verlag, München/Berlin 1951(verfasst von Axel Rudolph, veröffentlicht Aufwärts-Verlag Maxim Klieber, Berlin 1943).
- Teufel im Leopardenfell. Sponholtz, Hannover 1953.